# (31189) Tricomi
(31189) Tricomi ist ein Asteroid des Hauptgürtels, der am 27. Dezember 1997 von dem italo-amerikanischen Astronomen Paul G. Comba am Prescott-Observatorium (IAU-Code 684) in Prescott, Arizona entdeckt wurde.
Der Asteroid wurde nach dem italienischen Mathematiker Francesco Tricomi (1897–1978) benannt, der sich mit Analysis, speziell Differentialgleichungen, beschäftigte. Die Benennung des Asteroiden erfolgte am 28. März 2002.